# دونالد شيبرد
دونالد شيبرد (10 مارس 1916 - 29 مايو 1998) (بالإنجليزية: Donald Shepherd)‏ هو لاعب كريكت بريطاني وبريطاني (وحمل سابقاً جنسية المملكة المتحدة لبريطانيا العظمى وأيرلندا).